# Friedrich Emil Welti
Friedrich Emil Welti (Arau, 15 giugno 1857 – Kehrsatz, marzo 1940) è stato un imprenditore e mecenate svizzero e anche storico legale.
Fu una delle personalità più influenti nel settore assicurativo svizzero tra la fine del XIX e l'inizio del XX secolo. La sua ricerca storica ha riguardato raccolte di fonti e diritti di città. Era il figlio del consigliere federale Emil Welti e sposato con Lydia Welti-Escher dal suo primo matrimonio.

## Biografia
Quando suo padre fu eletto nel Consiglio federale nel 1867, la famiglia si trasferì a Berna. Ha conseguito il dottorato in giurisprudenza presso l'Università di Berna nel 1880 e si è trasferito a Winterthur, per lavorare presso l'Istituto svizzero di assicurazione contro gli infortuni. Alla fine si è seduto nel Consiglio di amministrazione e in diverse altre società; in particolare La Mobiliare; come presidente dal 1904 al 1937.
Parte di questa rapida ascesa nel settore fu il risultato del suo matrimonio del 1883 con Lydia Escher, l'unica figlia del politico e industriale, Alfred Escher. Uno degli artisti che patrocinava era l'amico d'infanzia di Welti, Karl Stauffer-Bern. Non molto tempo dopo il loro matrimonio, Lydia e Stauffer iniziarono una relazione amorosa segreta a Roma. Quando fu scoperto ciò, lei e Karl sono fuggiti, ma il padre di Welti è intervenuto, ha fatto arrestare Stauffer e Lydia è stata messa in un manicomio. Fu rilasciata nel 1890, fu concesso il divorzio e si suicidò l'anno successivo.
Nel 1893, sposò Helene Kammerer (1865-1942), il cui padre era medico. In seguito alla procedura di divorzio, divenne ricco e, nel 1897, acquistò la Tenuta Lohn, vicino a Kehrsatz, dove visse per il resto della vita. Dal matrimonio non nacquero figli. Forse per rimorso, donò ingenti somme alla Gottfried Keller-Stiftung, che era stata creata da Lydia. Ha anche istituito un premio, il Welti-Preis, per la letteratura di un autore svizzero, che è stato assegnato ogni tre anni fino al 2000. La sua proprietà divenne un popolare luogo di incontro per artisti creativi e scienziati.
Come storico della giurisprudenza, ha regolarmente contribuito con gli Anzeiger für Schweizergeschichte (Annali di storia svizzera), nonché con le storie di Berna, che coprono il XIV e il XV secolo, insieme ai libri fiscali di quel periodo. Successivamente, ha iniziato una collaborazione di quattro decenni con lo storico, Walther Merz, facendo ricerche per conto della Collezione di fonti giuridiche svizzere e studiando i titoli della città. Nel 1925, pubblicò una versione annotata del diario di viaggio di Hans von Waltheim. I suoi documenti immobiliari sono conservati presso l'Archivio di Stato di Argovia e la Biblioteca della Borghesia di Berna.